# Jeanne d'Albret (1425-1444)
Pour les articles homonymes, voir Jeanne d'Albret (homonymie) et Albret.
Pour les autres membres de la famille, voir Maison d'Albret.
Jeanne d'Albret (1425-1444) fille de Charles II d'Albret (1407-1471) et d'Anne d'Armagnac (1402-?)

## Mariage et descendance
Jeanne d'Albret épouse en 1442 Arthur de Bretagne (1393-1458), futur duc de Bretagne, duc de Touraine, comte de Richmond, comte de Dreux, comte d'Étampes, comte de Montfort, connétable de France, connu sous le nom de connétable de Richemont. Leur mariage n'eut pas de postérité.
Décédée en 1444, elle est enterrée dans un enfeu de l'église Saint-Laurent de Parthenay (Deux-Sèvres).